# Convent de la Mare de Déu del Carme (Castelló de la Plana)
El Convent de La nostra Senyora del Carme, de l'Orde dels Carmelites Descalços, situat al carrer Ros de Ursinos, 47, a Castelló de la Plana, a la comarca de la Plana Alta, és un conjunt catalogat, de manera genèrica, com Bé immoble de rellevància local, segons la Disposició Addicional Cinquena de la Llei 5/2007, de 9 de febrer, de la Generalitat, de modificació de la Llei 4/1998, d'11 de juny, del Patrimoni Cultural Valencià (DOCV Núm. 5.449 / 13/02/2007), amb codi: 12.05.040-029.
Pertany a la Diòcesi de Sogorb-Castelló.
Durant el V aniversari del naixement de Santa Teresa de Jesús, el temple va ser considerat com jubilar.

## Descripció històric artística
Les obres de l'Església de La nostra Senyora del Carme es van iniciar el 2 de juliol del 1929, però amb prou feines es va anar més enllà de col·locar la primera pedra, i va caldre esperar fins al 16 de març de 1942 per veure acabat el temple. L'edifici es va construir seguint els plànols de l'arquitecte de Castelló Godofredo Ros de Ursinos, el treball del qual es va veure reforçat per les aportaciones al disseny realitzades per l'arquitecte Alfonso Garín en la part superior i les voltes, la factura de les quals és posterior a la Guerra Civil. El temple és d'estil neoclàssic, sent l'únic edifici d'aquest estil a la ciutat.
La advocación del temple és La nostra Senyora del Carme, amb una imatge d'aquesta, obra de Octavio Vicent, en l'altar major, que va ser beneïda en 1949 i situada en un Cambril, decorat amb pintures de Rafael Cardells, i datades en 1952, en les quals apareixen els quatre sants més cèlebres del Carmelo: Sant Elías, Santa Teresa de Jesús, Sant Joan de la Creu i Santa Teresita.
L'església està plena de tresors artístics, en la capella de la Comunió hi ha dos quadres del pare Mauro de la Dolorosa i de Jorge Juan Fuentes, Crist amb els deixebles de Emaús i L'Últim Sopar, respectivament. En l'altar del Nen Jesús de Praga, la imatge existent és de l'escultor carmelita Germà Francisco del nen Jesús, deixeble de Mariano Benlliure Gil. L'altar del Sant Crist es decora amb frescs el pintor Ramón Català, datat de 1953, representant el misteri de la Crucifixión del nostre Senyor. També són destacables els retaules de Sant Josep i Santa Teresa, datats de la dècada dels anys 60; uns llenços de Joan de Déu Morenilla, l'altar de Santa Teresita; així com les relíquies de diversos sants carmelites com a Sant Simó Estoc.
L'any 2012 la comunitat de monjos resident en el convent es reduïa a tres frares, que tenien al seu carres a més la parròquia de La nostra Senyora del Carme. D'aquesta manera, una de les comunitats religioses de major supremacia quant a nombre de membres a Castelló estava en franca decadència en la primera dècada del segle xxi.
El conjunt monacal està format a més de per la parròquia, per l'edifici conventual, que va arribar a ser seminari i col·legi concertat (Col·legi Sant Joan de la Creu).